# Швейцарские наёмные войска во Франции (1589—1792)

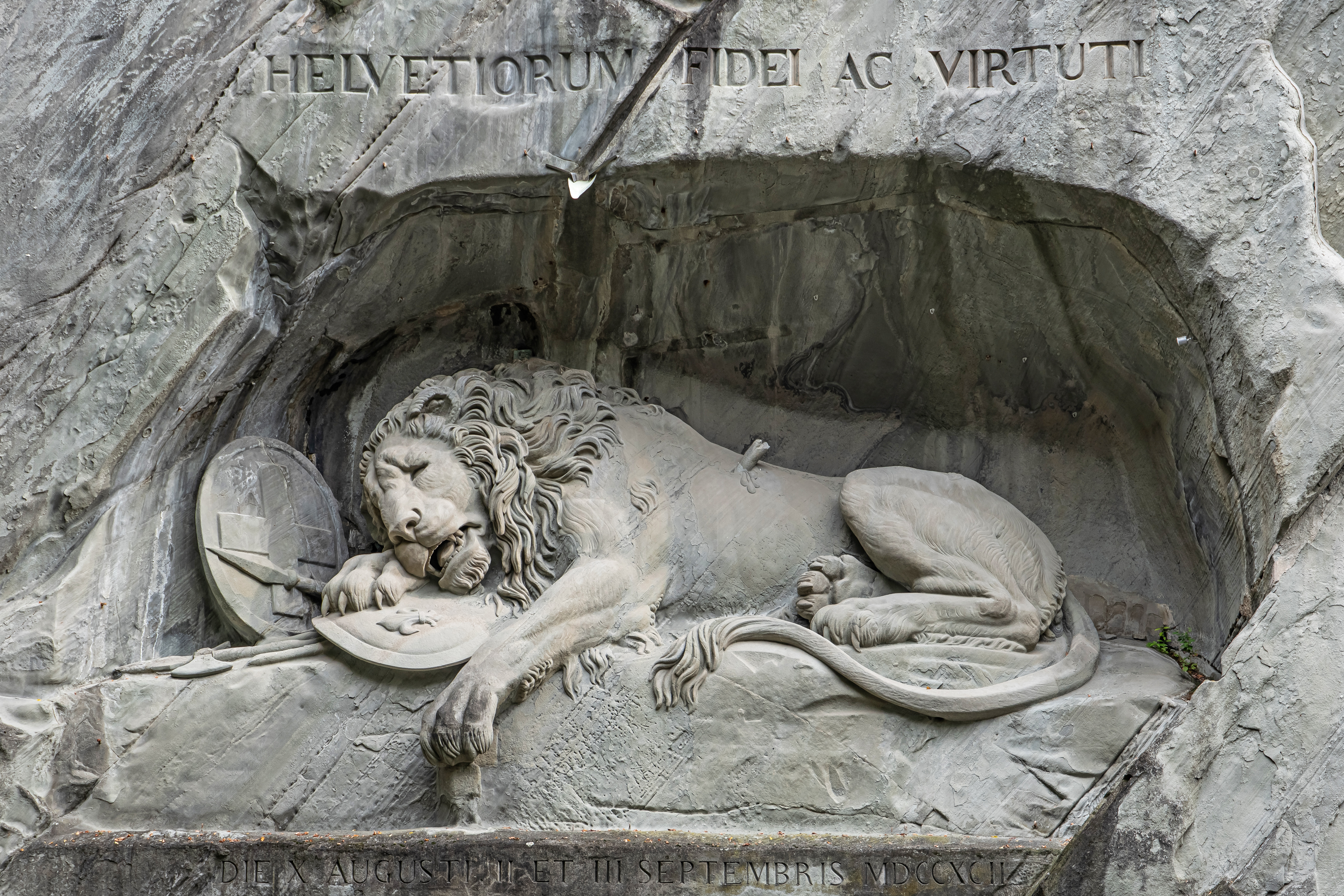
«Умирающий лев» — памятник швейцарцам, до последнего защищавшим дворец Тюильри в день восстания 10 августа 1792 года.

Ставший первым королём Франции из династии Бурбонов в 1589 г. Генрих IV в 1602 г. продлил на 50 лет договор 1582 г. своего предшественника Генриха III Валуа о швейцарских войсках на французской службе.
28 швейцарских полков служили Бурбонам с 1589 по 1792 г. В 1616 г. швейцарский гвардейский полк стал вторым постоянным подразделением, а с 1672 г. все остальные швейцарские войска на французской службе стали постоянными полками. В 1792 году, годом ранее, швейцарские полки и телохранители («хундертшвейцеры») были распущены Национальным собранием, а швейцарский гвардейский полк был почти полностью уничтожен.
Союз неоднократно возобновлялся Бурбонами, что сделало Францию важным партнёром Швейцарии на протяжении веков, а также послужило образцом для договоров, которые потом заключались с другими странами.
Для регулирования наёмной службы целых воинских частей за границей власти Швейцарского союза использовали термин «швейцарские войска на иностранной службе». Договоры содержали главы, регулирующую военные дела, под названием капитуляция (или частная капитуляция, если одна из договаривающихся сторон была частным военным подрядчиком).

## Генрих IV
В 1589 г. после убийства французского короля Генриха III и последнего представителя династии Валуа, первым по старшинству принцем крови стал Генрих Наваррский из династии Бурбонов. Его кандидатура изначально вызывала споры, против него было настроено большинство крупных городов и католической знати, и его покинула большая часть королевской армии. Швейцарцы его предшественника теперь составляли более половины его войск.
После длительной борьбы с поддерживаемыми испанскими Габсбургами католиками, он добился победы при поддержке гугенотов, Англии, Нидерландов и швейцарских войск в генеральных сражениях при Арке и Иври, в 1594 г. принял католицизм, когда король Франции и Наварры Генрих IVпереехал в Париж.
Руководство Швейцарского союза, озабоченное собственными спорами, долго не могло договориться об общей позиции. Протестантские кантоны встали на сторону гугенотов и официального короля, но католические колебались между Генрихом IV и Католической лигой.
В 1602 году договор Генриха III о найме швейцарских войск был возобновлен в Золотурне как взаимный пакт о ненападении (без Цюриха, который присоединился к союзу только в 1513 году). Король обещал заранее информировать представителей союза об объявлении войны и мирных соглашениях и не давать прохода через свою страну их врагам. Срок действия контракта также был продлен на всю жизнь правителя, который в 1610 г. был убит на улицах Парижа.
Договариваясь с конфедератами в 1609 г., Генрих IV действовал по договору 1602 г. Однако, когда пять швейцарских городов поняли, что целью запланированной французской кампании в Нидерландах 1609—1610 гг. будет Священная Римская империя, они захотели отозвать войска в числе 6 тыс. человек в 2 полках из католических кантонов под командованием полковника Каспара Галлати из Гларуса и Якоб фон Фегели из Фрайбурга. После убийства Генриха IV в 1610 году вспомогательный корпус был немедленно распущен.
| Название    | Вспомогательный корпус (нем. Hilfskorps Heinrich) |
| Срок службы | 1589-1590/1598 |
| Численность | 1590 год. Полк Гриссаха: 1500 человек с 5 ротами по 300 человек); 1590 г. Дисбахский полк: 2100 человек с 7 ротами по 300 человек, увеличен на 3 роты в 1591 г.; 1591 г. Лантенский полк: 1500 человек с 5 ротами по 300 человек. |
| Командиры   | 1589: - 1. Людвиг фон Эрлах из Берна (до 1590 г.); - 2. ландамман из Гларуса Людвиг Вихсер, (до 1598 г.); - 3. Лоренц Ареггер, Pannerherr из Золотурна (до 1590 г.); - 4. губернатор судебной коммуны Курвальден Хартманн фон Хартманнис из Парпана, (до 1590 г.); - 5. Каспар Галлати из Гларуса (до 1590 г.). 1590: - 6. Бальтазар фон Гриссах из Золотурна (до 1598 г.); - 7. Иоганн Якоб фон Дисбах из Берна (до 1598 г.). 1591: - 8. Иоганн фон Лантен-Хайд из Фрайбурга (до 1598 г.) |
| Кампании    | Религиозные войны во Франции: Битва при Арке Битва при Иври |